# Centre de formation policière (Venezuela)
Le Centre de formation policière, ou Cefopol, est le centre de formation de la police nationale bolivarienne au Venezuela. 

## Historique
Le Centre de formation policière est inauguré officiellement le 13 mai 2010 par le président Hugo Chávez mais est en fonction depuis le mois d'octobre 2009. Ce centre de formation fait partie de l’Université nationale expérimentale de la sécurité (Unes). Il a pour fonction de former les fonctionnaires du nouveau corps policier du Venezuela, la police nationale bolivarienne.